# Lisa Misipeka
Lisa Misipeka (3 januari 1975) is een atlete uit Amerikaans-Samoa, die is gespecialiseerd in kogelstoten en kogelslingeren. Ze nam driemaal deel aan de Olympische Spelen, maar won hierbij geen medailles. Ze is nationaal recordhoudster in het kogelstoten, kogelslingeren en discuswerpen. In het discuswerpen moet ze deze eer wel delen met Talafulu Misa.

## Biografie
Op de Olympische Spelen van 1996 in Atlanta nam Misipeka deel aan het kogelstoten. Met een worp van 13,74 m bleef ze onder het kwalificatiecriterium voor de finale.
Misipeka ging zich daarna vooral toeleggen op het kogelslingeren. In 1999 werd ze op het WK in het Spaanse Sevilla derde op het onderdeel kogelslingeren. Met een worp van 66,06 m eindigde ze achter Mihaela Melinte (goud met 75,20 m) en Olga Koezenkova (zilver met 72,56 m). Misipeka was hiermee de eerste atlete uit Amerikaans-Samoa die een medaille behaalde op een groot internationaal tornooi.
In 2000, op de Olympische Spelen van Sydney nam ze weer deel aan het kogelslingeren. Met een worp van 61,74 m kwam ze niet verder dan de kwalificaties. Op de Olympische Spelen van 2004 in Athene nam Misipeka opnieuw deel aan het kogelslingeren. Ze slaagde ze er niet in om een geldige worp op te tekenen zodat ze opnieuw werd uitgeschakeld in de kwalificatieronde.

## Persoonlijke records
| Onderdeel      | Tijd    | Datum         | Plaats   |
| -------------- | ------- | ------------- | -------- |
| discuswerpen   | 51,76 m | 22 maart 1997 | Columbia |
| kogelslingeren | 69,24 m | 8 juni 2003   | Burnaby  |
| kogelstoten    | 16,67 m | 15 april 1995 | Columbia |

## Prestaties
| Jaar | Wedstrijd | Plaats  | Resultaat | Onderdeel      | Tijd    |
| ---- | --------- | ------- | --------- | -------------- | ------- |
| 1999 | WK        | Sevilla | 3e        | kogelslingeren | 66,06 m |